# Elizabeth Anne Rawdon
Pour les articles homonymes, voir Rawdon (homonymie).
Elizabeth Anne Rawdon, née le 2 octobre 1793 à Londres et morte le 10 août 1874 dans la même ville, est une célèbre salonnière anglaise.
Elle est par ailleurs l'épouse de Georges Russell.

## Biographie
Elizabeth Anne est le seul enfant de l'Honorable John Theophilus Rawdon (mort en 1808), le frère de Francis Rawdon-Hastings. Elle épouse Russell, le 21 juin 1817.
Belle et énergique, elle a bénéficié d'une large éducation européenne. Lord Byron fait son éloge dans Beppo comme « [un] dont la floraison peut, après la danse, oser l'aube ». Cependant, son franc-parler et ses sympathies Tory lui valent peu d'amis dans les cercles libéraux de son mari. Henry Brougham, 1er baron Brougham et Vaux la décrit comme « cette maudite femme ».
Elle et Russell ont trois fils :
- Francis Russell ;
- Lord Arthur John Edward Russell ;
- Odo Russell (1er baron Ampthill).

Benjamin Disraeli a dit d'elle : « Je pense qu'elle est la plus heureuse des femmes en Angleterre, elle a les trois plus beaux fils. »